# 아디우트릭스 제2군단

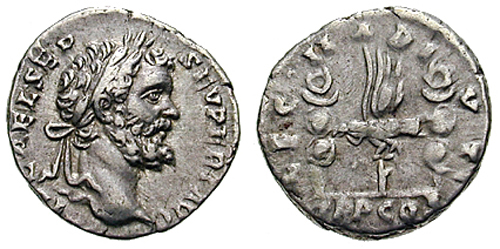
아디우트릭스 제2군단은 황제 자리를 두고 일어난 내전 중에 판노니아 주둔군 사령관인 셉티미우스 세베루스를 지지하였다. 이 데나리우스는 이 군단을 기념하기 위해 발행된 것이었다.

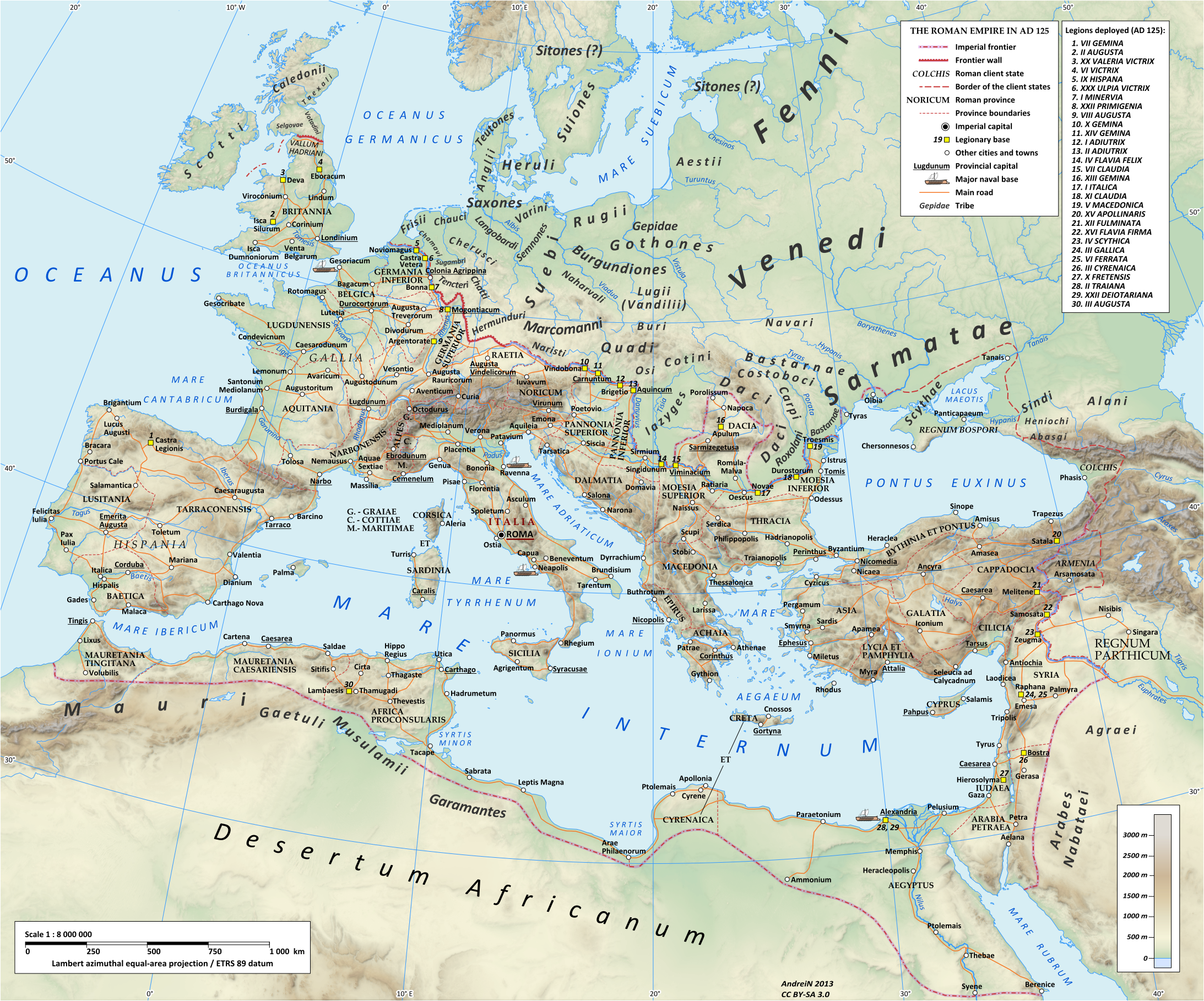
하드리아누스 황제 시기인 서기 125년 로마 제국의 지도로, 서기 106년부터 최소 269년까지 판노니아 인페리오르 속주의 다뉴브강 주변에 있는 아퀸쿰 (헝가리 부다페스트)에 배치된 아디우트릭스 제2군단을 나타내고 있다

아디우트릭스 제2군단 (Legio II Adiutrix, 구호자 제2군단)은 서기 70년에 베스파시아누스(재위 69년–79년)가 본래 로마 해군의 클라시스 라벤나티스의 수병들로 창설한 로마 제국군의 군단이다. 4세기가 시작될 쯤 라인강 국경에 아디우트릭스 제2군단에 대한 기록들이 남아 있다. 군단의 상징은 염소와 페가수스였다.

## 역사
아디우트릭스 제2군단의 첫 배치지는 게르마니아 인페리오르로, 당시 바타비아 반란이 최고조에 다다랐을 때였다. 반란군을 제압한 뒤, 아디우트릭스 제2군단은 베누티우스가 일으킨 또 다른 반란을 진압하러 퀸투스 페틸리우스 케리알리스를 따라 브리튼섬으로 향하였다. 그 다음 2년간, 군단은 아마 체스터에 기지를 둔 채, 스코틀랜드와 웨일스의 반항적인 부족들을 제압시키기 위해 브리튼제도에 있었다.
87년에, 아디우트릭스 제2군단은 도미티아누스 황제의 다키아 전쟁에 참전하러 유럽 대륙으로 복귀되었다. 94년과 95년 사이, 여전히 다키아에 있던 때, 후대의 황제인 하드리아누스가 아디우트릭스 제2군단에서 트리부누스 밀리툼으로 근무했었다.
106년 여름에 아디우트릭스 제2군단은 다키아의 수도 사르미세게투사 공방전에 참가했었다. 101년-106년간 이어진 트라야누스의 다키아 전쟁 때, 이 군단은 아퀸쿰 (오늘날 부다페스트)에 있었는데, 이곳은 앞으로 군단의 기지가 되었다. 그럼에도, 군단 자체 또는 군단의 벡실라티오 등은 다음의 전쟁에 참전했다:
- 루키우스 베루스의 파르티아 제국 원정 (162년–166년)
- 마르쿠스 아우렐리우스의 마르코만니족 및 콰디족 원정 (171년–173년)
- 마르쿠스 아우렐리우스의 콰디족 원정 (179년–180년). 아디우트릭스 군단은 라우가리키오에서 마르쿠스 발레리우스 막시미아누스의 지휘를 받았다.
- 카라칼라의 알레만니 원정 (213년)
- 고르디아누스의 사산 제국 원정 (238년)

193년에, 아디우트릭스 제2군단은 황제 자리를 두고 일어난 내전 중에 판노니아 주둔군 사령관인 셉티미우스 세베루스를 지지하였다.

## 확인된 출신 인물
| 이름                                               | 계급                          | 시기               | 속주          | 출처                                                                 |
| -------------------------------------------------- | ----------------------------- | ------------------ | ------------- | -------------------------------------------------------------------- |
| 루키우스 아르토리우스 카스투스                     | 백부장                        | 150년과 250년 사이 | 아퀸쿰        | 《CIL》 III, 1919                                                    |
| 퀸투스 안티스티우스 아드벤투스                     | 레가투스 레기오니스           | 162년경 165년      | 파르티아 전쟁 | AE 1893, 88 = ILS 8977; AE 1914, 281; 《CIL》 VIII, 18893 = ILS 1091 |
| 마르쿠스 발레리우스 막시미아누스                   | 레가투스 레기오니스           | 179년              | 라우가르키오  | AE 1956, 124                                                         |
| 퀸투스 라니우스 테렌티우스 호노라티아누스 페스투스 | 레가투스 레기오니스           | 200년과 250년 사이 |               | AE 1965, 240                                                         |
| 아우렐리우스 폴리온                                | miles?                        |                    | 판노니아      | 테브투니스에서 출토된 파피루스                                       |
| 마르쿠스 베티우스 C.f. 라트로누스                  | 트리부누스 앙구스티클라비우스 | 99년 이전          |               | AE 1951, 52                                                          |
| 티투스 푸리우스 빅토리누스                         | 트리부누스 앙구스티클라비우스 | 140년 이전         | 아퀸쿰        | 《CIL》 VI, 41143                                                    |
| 푸블리우스 코미니우스 클레멘스                     | 트리부누스 앙구스티클라비우스 | 162년경—165년      | 파르티아 전쟁 | AE 1890, 151                                                         |
| 푸블리우스 아일리우스 하드리아누스                 | 트리부누스 라티클라비우스     | 95년경             |               | '히스토리아 아우구스타' '하드리아누스'전 3권                         |

## 금석문 자료
- Gaio Valerio Crispo veterano ex legione II Adiutrice Pia Fideli. 영국 체스터 (Deva) RIB 478.
- Lucius Terentius Claudia tribu Fuscus Apro miles legionis II Adiutricis Piae Fidelis. 영국 체스터 RIB 477.
- Lucius Valerius Luci filius Claudia tribu Seneca Savaria / miles legionis II Adiutricis Piae Fidelis. 영국 체스터 RIB 480.
- Gaius Calventius Gai filius Claudia tribu Celer Apro miles legionis II Adiutricis Piae Fidelis / Vibi Clementis (...). 영국 체스터 RIB 475.
- Gaius Iuventius Gai filius Claudia tribu Capito Apro / miles legionis II Adiutricis Piae Fidelis / Iuli Clementis annorum XL stipendiorum XVII. 영국 체스터 RIB 476.
-  Quintus Valerius Quinti filius Claudia tribu Fronto Celea / miles legionis II Adiutricis Piae Fidelis annorum L stipendiorum XXṾ (...). 영국 체스터 RIB 479.
- Voltimesis P̣udens Gai filius Sergia tribu Augusta eques legionis II Adiutricis Piae Fidelis annorum XXXII stipendiorum
XIII hic situs est. 영국 체스터 RIB 482.
- Gaius Murrius Gai filius Arniensis Foro Iuli Modestus miles legionis II Adiutricis Piae Fidelis / Iuli Secundi annorum) XXV stipendiorum / hic situs est. 영국 바스. (Aquae Sulis). RIB 157 = CIL VII 48.
- Titus Valerius Titi filius Claudia tribu Pudens Savaria miles legionis II Adiutricis Piae Fidelis / Dossenni Proculi annorum XXX aera VI heres de suo posuit hic situs est. 영국 링컨 (Lindum) RIB 258 = CIL VII 185.
- legionis II Adiutricis Piae Fidelis / Ponti Proculi Lucius Licinius Luci filius Galeria tribu Saliga Lugdunonnorum XX
stipendiorum II. 영국 링컨 (Lindum) RIB 253 = CIL VII 186.
- Quintus Cumelius / Quinti filius / Fabia Celer Bracarensis / veteranus legionis II Adiutricis hic situs annorum LXXV (...). 스페인 아스토르가 (Asturica), Spain. CIL II 2639.
- Fortunae Balneari sacrum / Valerius  Bucco miles legionis II Adiutricis Piae Fidelis / decuria Aemili (...). 스페인 세고비아 CIL II 2763.
- VICTORIAE AVGVSTORV(m) EXERCITUS QVI LAV GARICIONE SEDIT MIL(ites) L(egionis) II DCCCLV (Marcus Valerius) MAXIMIANUS LEG(atus) LEG (ionis) II AD(iutricis) CVR(avit) F(aciendum). 슬로바키아 라우가르키오 (오늘날 트렌친)

## 같이 보기
- 로마 군단